# Эйзиковиц, Михай Микша
Михай Микша Эйзиковиц (венг. Eisikovits Mihály Miksa, собственно Макс Эйзиковиц, нем. Max Eisikovits; 8 октября 1908, Балажфалва — 13 января 1983, Клуж-Напока) — трансильванский композитор, музыковед и музыкальный педагог еврейского происхождения.
Окончив музыкальную школу в Колошваре (Клуже), в 1935—1946 гг. преподавал в школе в Темешваре, с 1946 г. профессор Института искусств в Клуже, в 1948—1950 гг. директор Венгерской оперы в Клуже. В 1950 г. после реорганизации Клужской консерватории занял пост её директора, на котором оставался в течение трёх лет; в дальнейшем до 1973 г. продолжал занимать должность профессора. Среди учеников Эйзиковица наиболее известен Дьёрдь Куртаг, занимавшийся у него в начале 1940-х гг. гармонией и контрапунктом и обязанный Эйзековицу своим первым юношеским сочинением — фортепианной сюитой.
Основные музыковедческие работы Эйзиковица связаны с историей полифонии: это монографии «Вокальная полифония Эпохи Возрождения» (рум. Polifonia vocală a Renașterii; 1966), «Барочная полифония» (рум. Polifonia barocului; 1973) и «Введение в вокальную полифонию XX века» (рум. Introducere în polifonia vocală a secolului XX.; 1976). Кроме того, Эйзиковиц исследовал и собирал местный еврейский музыкальный фольклор.
В композиторском наследии Эйзиковица основное значение имеют многочисленные песни, начиная с дебютного цикла на стихи Эндре Ади (1933). Ему принадлежат также две оперы, симфоническая поэма «Весна в Карпатах» (венг. Tavasz a Kárpátokban; 1959), ряд камерных сочинений. Несколько «Хасидских песен» в обработке Эйзиковица записала Елена Черней.